# Віллалаго
Віллалаго, Віллалаґо (італ. Villalago) — муніципалітет в Італії, у регіоні Абруццо, провінція Л'Аквіла.
Віллалаго розташоване на відстані близько 115 км на схід від Рима, 65 км на південний схід від Л'Акуїли.
Населення — 563 особи (2014).
Щорічний фестиваль відбувається 22 серпня. Покровитель — San Domenico.

## Демографія
Населення за роками:

Станом на 1 січня 2023 року в муніципалітеті офіційно проживало 17 іноземців з 11 країн, серед них 7 громадян країн Євросоюзу та 1 громадянин України.

## Сусідні муніципалітети
- Анверса-дельї-Абруцці
- Бізенья
- Ортона-дей-Марсі
- Сканно